# Європа свободи та прямої демократії
Європа свободи та прямої демократії (англ. Europe of Freedom and Direct Democracy, EFDD або EFD2) - популістська  євроскептична  фракція у Європейському парламенті. Група EFDD є продовженням для 8-го Європейського парламенту групи Європа свободи та демократії (EFD), яка існувала під час 7-го Європейського парламенту, зі значними змінами до членства в групах.
У 2017 році вона була однією з семи політичних груп парламенту. Ця група виступає проти європейської інтеграції.  24 з 47 членів Європейського Парламенту були від Великої Британії, що представляють Партію незалежності Великої Британії.
Її президентом є британський політик Найджел Фарадж, який був обраний до Партії незалежності Великої Британії, а потім став незалежним у 2018 році, перш ніж стати лідером Партії Брекзиту у 2019 році. Давид Борреллі з італійського Руха п'яти зірок був президентом до січня 2017 р.,  коли йому довелося піти у відставку з со-президентства після невдалої спроби депутатів його партії перейти до групи АЛДЄ. 